# Beerellus taxodii
Beerellus taxodii är en skalbaggsart som beskrevs av Nelson 1982. Beerellus taxodii ingår i släktet Beerellus och familjen praktbaggar. Inga underarter finns listade i Catalogue of Life.